# Islas Vírgenes Británicas en los Juegos Olímpicos de Tokio 2020
Las Islas Vírgenes Británicas estuvieron representadas en los Juegos Olímpicos de Tokio 2020 por tres deportistas, dos mujeres y un hombre, que compitieron en dos deportes.
Los portadores de la bandera en la ceremonia de apertura fueron el atleta Kyron McMaster y la nadadora Elinah Phillip. El equipo olímpico no obtuvo ninguna medalla en estos Juegos.